# عدى الريد (يريم)

تعديل مصدري - تعديل

عدى الريد محلة تابعة لقرية جروة، التابعة لعزلة خودان بمديرية يريم إحدى مديريات محافظة إب في الجمهورية اليمنية.، بلغ تعداد سكانها 86 حسب تعداد اليمن لعام 2004.